# Cece (Hongrie)
Cece est un village et une commune du comitat de Fejér en Hongrie.